# شور بلاغ (خوي)
شوربلاغ هي قرية في مقاطعة خوي، إيران. عدد سكان هذه القرية هو 1,182 في سنة 2006.